# 安杜里尔工业公司

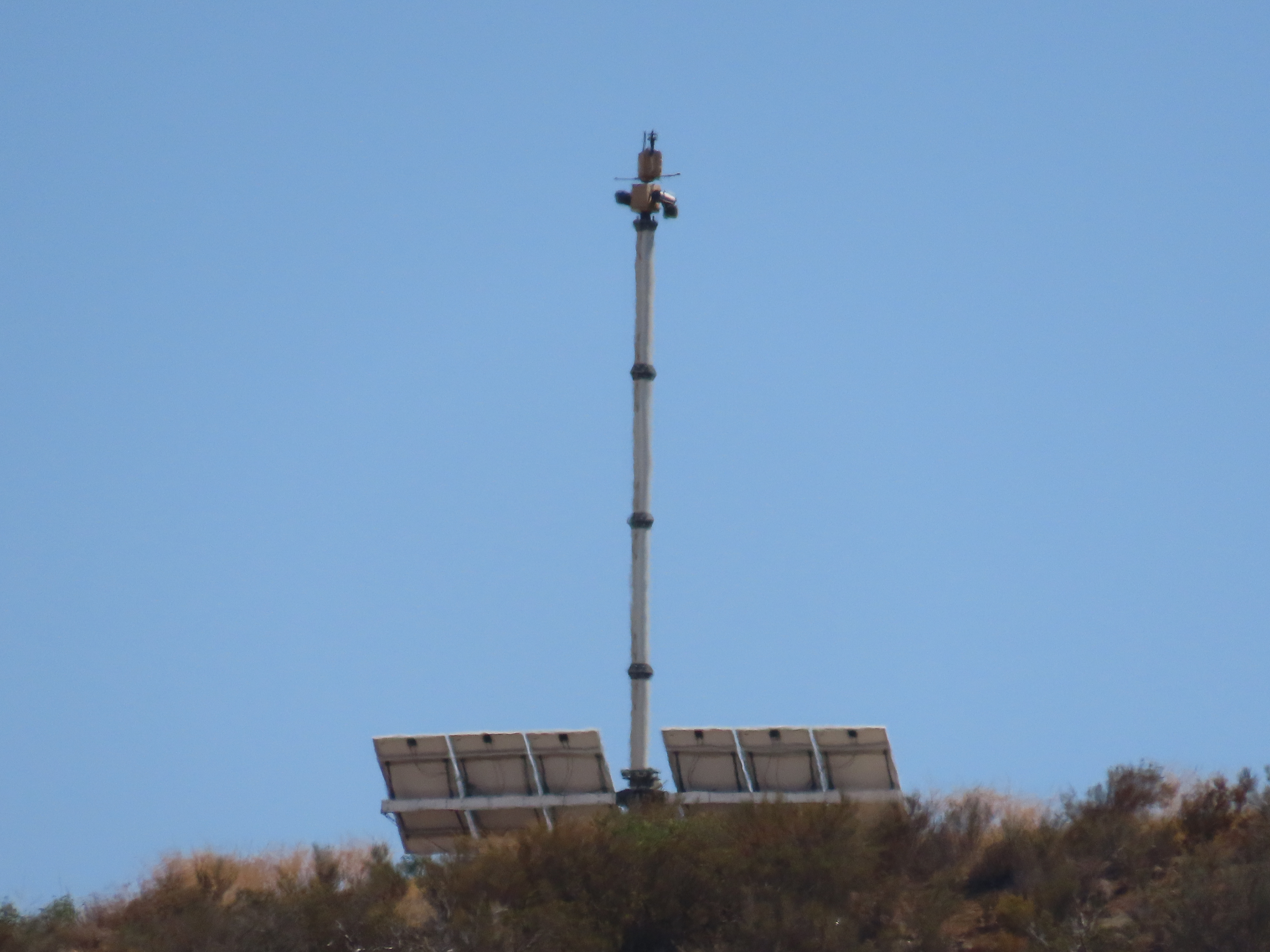
加利福尼亚州的安杜里尔哨兵塔

安杜里尔工业公司（英文：Anduril Industries, Inc.）是一家美国国防技术公司，专注于自主系统的研发。该公司由发明家兼企业家帕尔默·拉奇等人于2017年共同创立。  Anduril致力于为美国国防部提供涵盖人工智能和机器人技术的解决方案。其主要产品包括无人机系统（UAS）、反无人机系统（CUAS）、半便携式自主监视系统，以及集成指挥和控制的联网软件。
2024年7月，中国政府发布对美国军火商的制裁令，对象是参与对台军售的美国制造无人武器的新兴企业，安杜里尔工业公司榜上有名，这间神秘的军火商也开始为中国人所知道。被一起制裁的还包括海上战术系统公司、环太平洋防务公司、Aevex航天公司、LKD航天公司、顶峰科技公司。

## 背景
《彭博商业周刊》的约书亚·布鲁斯坦（Joshua Brustein）赞扬了Palantir Technologies，这是一家与情报机构合作的数据分析公司，推动了政府与初创企业在军事合同上的更开放的关系。2016年，Palantir因美国陆军“拒绝考虑签订大型情报合同”提起诉讼，胜诉后获得了一份价值高达8亿美元的合同。 
截至2024年，SpaceX和Palantir是仅有的两家“国防独角兽”，即估值超过10亿美元的初创公司。与Palantir一样，SpaceX在联合发射联盟（ULA）获得独家发射合同后，于2014年起诉美国空军，要求获得“竞争权”。2015年，国防部长阿什顿·卡特采取措施，将更多政府合同分配给“非传统”国防公司。 

## 历史
安杜里尔工业公司（Anduril Industries）的名字取自《魔戒》中的虚构宝剑安都瑞尔（Andúril），该宝剑由主角亞拉岡使用。这个名字源自小说中的人造语言昆雅语，意为“西方之火”。 

### 缘起

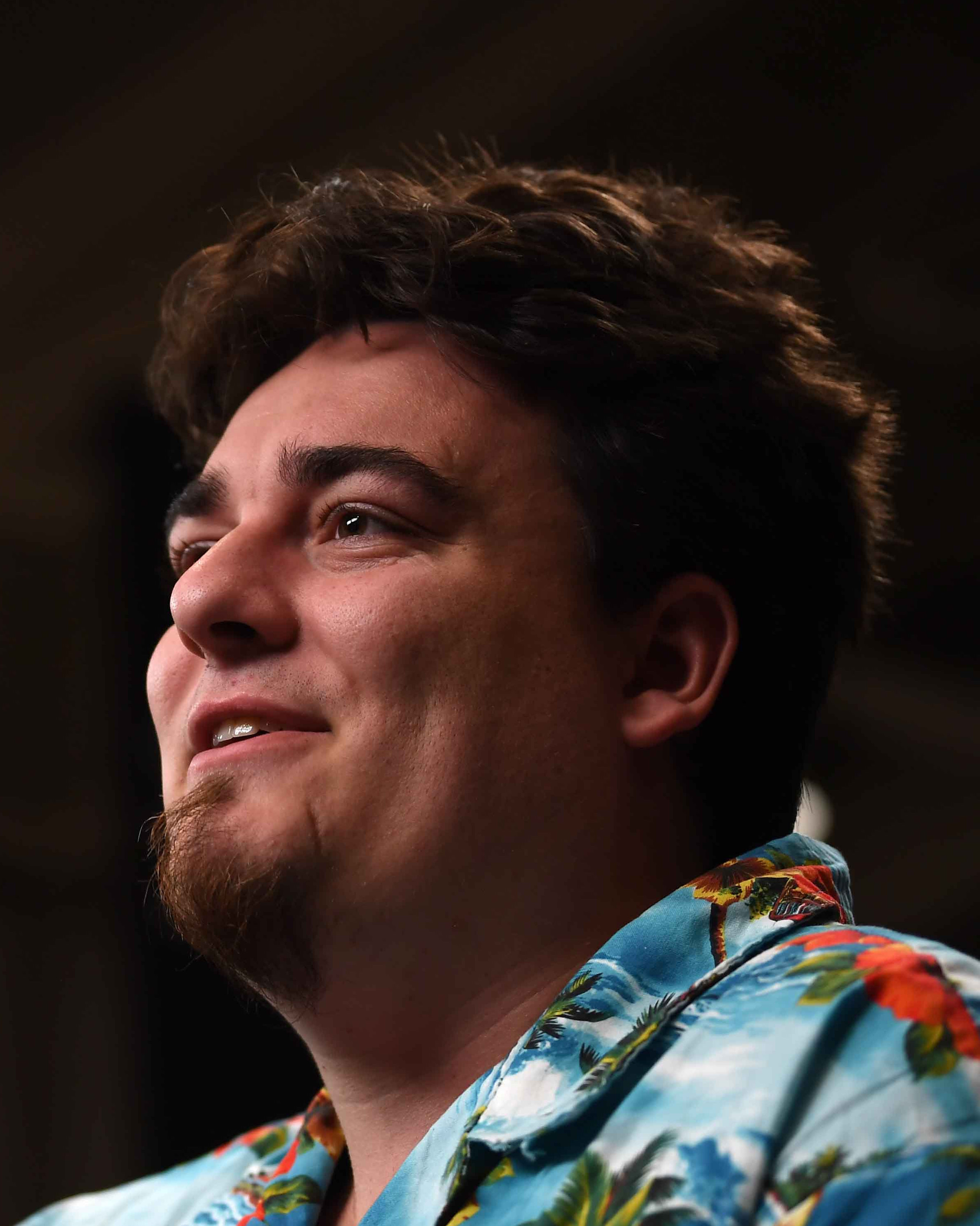
Anduril 联合创始人Palmer Luckey创造了Oculus Rift ，这是首批消费级虚拟现实头戴装置之一

2014年6月，Oculus Rift创造者帕尔默·拉奇在Founders Fund于加拿大不列颠哥伦比亚省索诺拉岛的活动中结识了特雷·斯蒂芬斯（Trae Stephens），后者刚被创始人彼得·泰尔说服离开Palantir，加入Founders Fund。 两人都对以科技初创公司方式赢得国防合同感兴趣。斯蒂芬斯认为，除了Palantir和SpaceX，几乎没有风险投资支持的公司与政府合作，而政府却拥有数十亿美元的未用预算，但硅谷的环境难以支持他的愿景。 
2015年，美国国防部和国土安全部在硅谷设立了办事处。2017年，美国国防部启动了一项名为算法战争跨职能团队（Maven项目）的计划，该计划是前一年启动的人工智能应用战略的一部分。Maven项目旨在将最新的人工智能研究应用于战场技术，其首个项目是提升无人机在中东作战中的图像识别能力。 

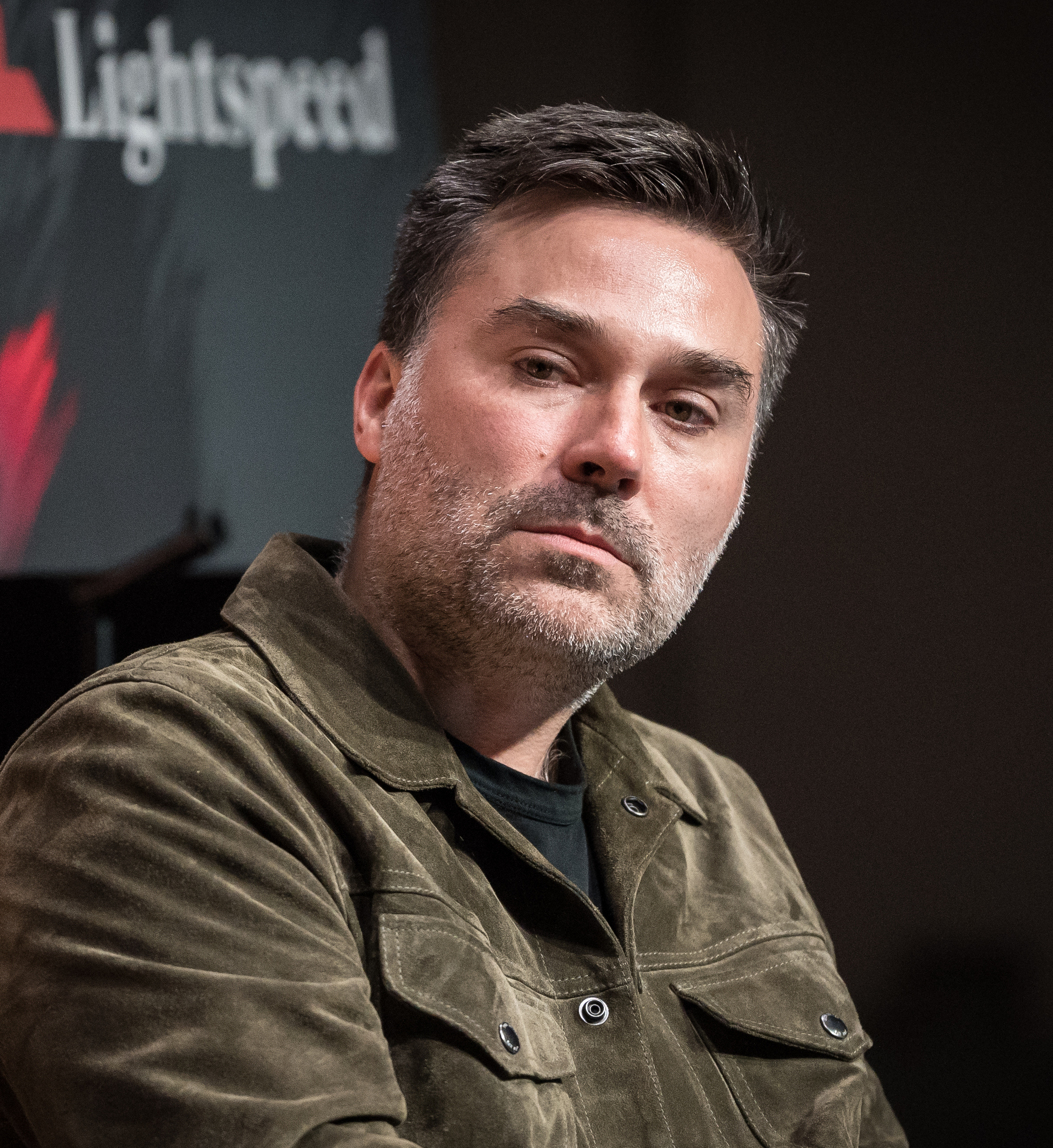
Anduril 联合创始人 Trae Stephens （2024年）

斯蒂芬斯与几位在Palantir的同事提出创办一家专注于“高科技”军事应用的软件初创公司的想法。 2016年总统大选后，他加入国防过渡团队和国防创新委员会（Defense Innovation Board）。 同时，他为Founders Fund寻找国防领域的初创投资机会，并开始为Anduril招募员工。拉奇则计划利用出售Oculus VR给Facebook所得的20亿美元，为新公司提供资金支持。 
2017年3月，拉奇离开Facebook，声称因支持特朗普而被解雇，但Facebook对此予以否认。离职后，斯蒂芬斯和拉奇从Palantir和Oculus招募员工，并计划采用拉奇开发Oculus头戴设备的方法，将低成本硬件组件与复杂软件结合起来。拉奇对此充满信心，他表示：“国防工业已经停滞了几十年。” 

### 公司成立
Anduril于2017年6月成立，由Founders Fund提供种子资金。创始团队包括斯蒂芬斯、拉奇、马特·格林（Matt Grimm）、陈乔恩（Joe Chen）和后来加入的布赖恩·辛普夫（Brian Schimpf）。辛普夫担任了首席执行官。 
2017年6月，Anduril高管联系美国国土安全部（DHS）加州办事处，推销低成本边境安全服务。国土安全部向边境官员介绍了他们。圣地亚哥海关和边境保卫局 (CBP) 最终向Anduril付费测试新的边境系统。 
2018年6月，Anduril的Lattice监视塔在德州一位牧场主的私人土地上进行了非正式测试，由Anduril技术人员远程操作。此外，美国海关和边境保卫局与Anduril在德克萨斯州和圣地亚哥展开了试点项目合作。 
2019年6月，英国皇家海军购买了Lattice系统，作为现代化计划的一部分，并与皇家海军陆战队签订了合同。 2019年9月，Anduril完成了一轮1.2亿美元融资，投资方包括Founders Fund、General Catalyst和Andreessen Horowitz，公司估值超过10亿美元，是2018年的四倍。 
2021年2月，《泰晤士报》报道称，皇家海军陆战队正在测试Anduril的Ghost无人机，用于前线目标视频传输。4月，Anduril收购了亚特兰大科技初创公司Area-I，该公司开发可从大型飞机发射的监视无人机，并曾与美国军方及NASA等机构合作。
2023年6月，Anduril收购火箭发动机公司Adranos，获得开发导弹和太空发射固体火箭发动机的技术。  2023年9月，Anduril收购北卡罗来纳州自动驾驶飞机开发商Blue Force Technologies。 同月，Anduril工程师在Altius-700M无人机上成功测试实弹头，并表示该系统对选定目标“精准有效”。
2024年1月，Anduril成为美国空军协同战斗机开发项目的五大供应商之一。同年4月，美国陆军国防创新部门选定该公司开发用于机器人战车的有效载荷软件框架。

## 产品

### Altius（固定翼管式发射无人机）

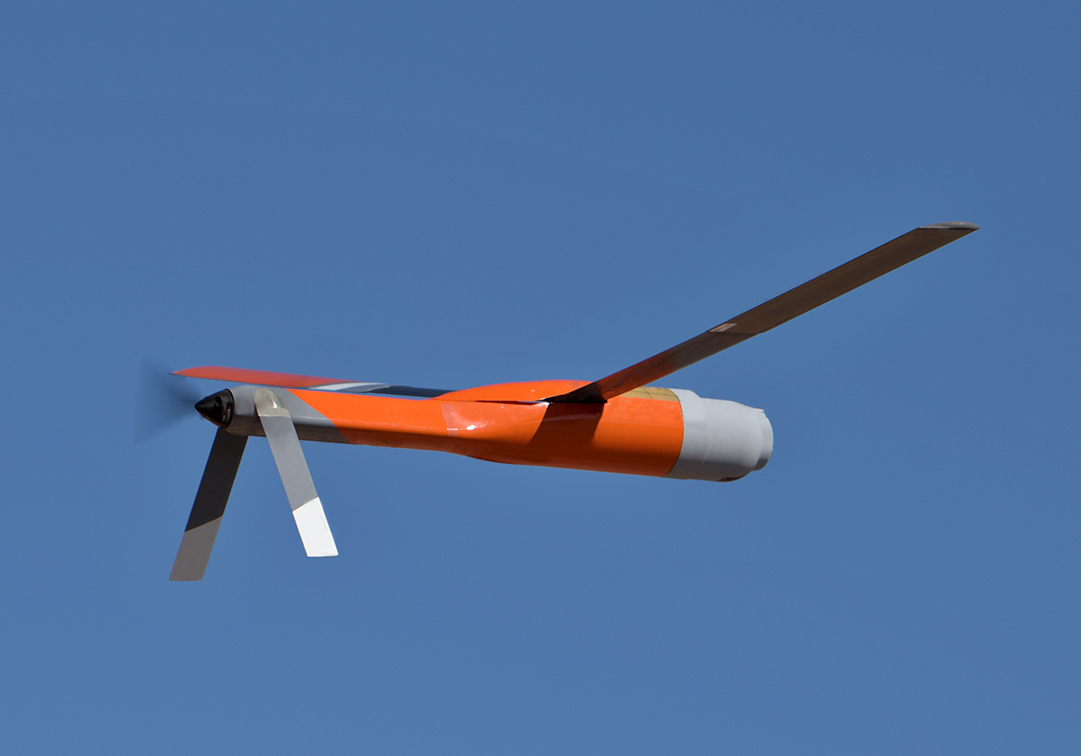
飞行中的 Anduril/Area-I ALTIUS-600 管射无人机系统

Altius（敏捷发射战术综合无人系统）是一系列由位于亚特兰大的子公司Area-I开发的固定翼管式发射无人机。Anduril于2021年4月收购了Area-I。Altius 600具备承载模块化有效载荷的能力，可从多种发射器和平台发射，包括C-130运输机、UH-60黑鹰直升机、各种地面车辆，以及更大的无人机，如MQ-1C灰鹰和克拉托斯XQ-58女武神隐形无人战斗机。
Altius是美国陆军空射效应（Air-Launched Effects）项目的重要组成部分，能够以集群形式在网状网络（mesh network）中运行。设计目标注重低成本和消耗性，但通过飞行空中回收系统（Flying Air Recovery System）也可在飞行后进行回收。Altius巡航导弹的射程为280英里（约450公里），飞行时间可达4小时。 

### Anvil（拦截器）
Anvil（拦截器）是一种无人战斗航空载具，专门用于攻击其他无人驾驶飞行器。发射后，Anvil通过计算机视觉技术定位目标无人机，并可由操作员控制撞击目标。该无人机的最高速度可达200mph（约320km/h）。Anduril正在研发能够攻击直升机或巡航导弹等更大目标的版本。Anvil还可与Anduril的Lattice系统集成，Lattice通过人工智能融合多传感器数据进行物体分类。 
这款拦截器的概念在一个周末构思完成，是一种能够识别并撞击敌对目标的无人机。在向五角大楼提交工作原型视频后，美国军方下达了小规模测试订单。Anduril于2019年10月正式公布了这款无人机。
截至2019年，Anduril已向美国和英国军队交付了Anvil无人机，并签订合同将其部署到海外战区。

### Dive-LD（自主水下航行器）
Dive-LD是一款自主水下載具（AUV），由总部位于波士顿的Dive Technologies设计，该公司于2022年2月被Anduril收购。该航行器主要用于沿海和深水勘测、检查以及情报、监视和侦察（ISR）。同年5月，Anduril宣布与澳大利亚皇家海军签署了一份价值一亿美元的合同，旨在开发和建造三艘超大型自主海底航行器（XL-AUV）。 

### Dust（地面传感器）
Dust是一款重4英磅（约1.8千克）的地面传感器，专为检测视线受限区域中的人员和物体而设计，例如附近哨兵塔无法观察到的小走廊。Dust由机载电池供电，续航时间可达两个月，此外也可以通过外部太阳能电池板供电。

### Ghost（幽灵无人机）
Ghost是一种无人驾驶飞机，其名称反映了其静音特性和避开侦测的能力。Ghost 1、2、3版曾被用于军事行动，但关于它们的详细信息尚未公开。 
Ghost 4版本是在2020年9月推出的一款单旋翼无人直升机，采用金属合金和碳纤维复合材料制造，支持遥控操作，也可进行自主飞行。 与多旋翼设计相比，Ghost 4提供了更低的噪音、更高的效率和更大的有效载荷能力。
该无人机使用机器学习和计算机视觉算法来识别和跟踪目标，并将数据传输到Anduril的Lattice系统。它配备了为自动驾驶汽车设计的Nvidia处理单元。在设计时考虑到通信链路带宽限制，采用了机载处理芯片进行图像处理，确保可以在无线电静默状态下操作，无需依赖集中式分析系统。机载摄像头为操作员提供实时影像。拉奇表示，该无人机能够以高分辨率追踪最远2,520英尺（770米）距离的目标。 
Ghost无人机配备了五个模块化有效载荷舱，能够执行多种任务，如激光武器使用或巡航导弹的探测与跟踪。Anduril表示，Ghost无人机的有效载荷更换可以在几分钟内完成。据报道，多个“幽灵”无人机能够通过传统的基于规则的系统互联，形成一个群体，彼此之间传递数据，从而增加与格子站的有效覆盖范围。此外，Ghost 4的防风雨能力有所提升，其旋翼系统也经过了全面改进。 

### Lattice（目标分类平台）

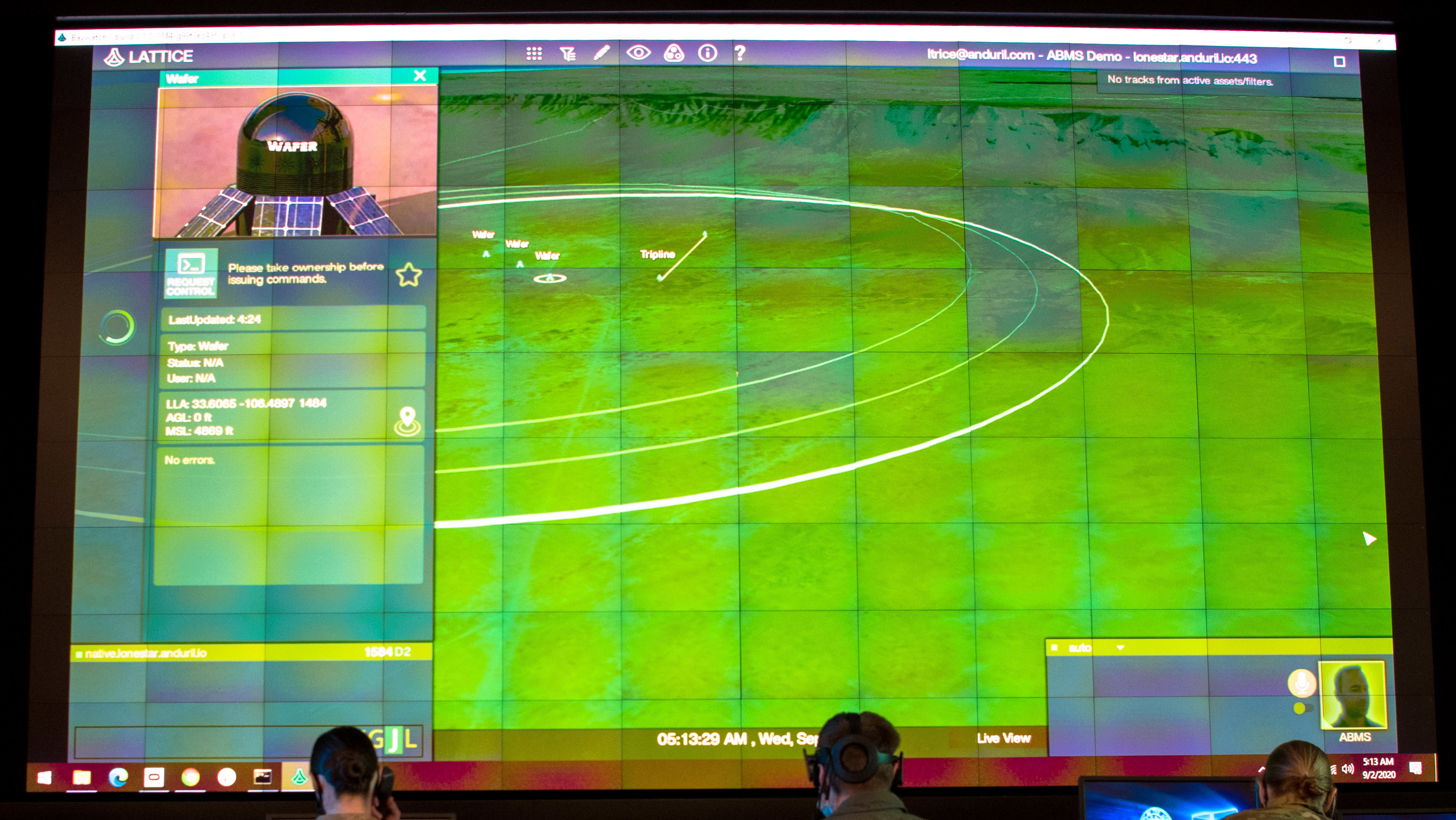
Lattice参加2020年先进战斗管理系统实地测试

Lattice是一个利用人工智能通过融合来自不同传感器的数据对物体进行分类的软件平台，Lattice已被用于控制执行国家边境和军事基地监视任务的Anduril设备。  
在2020年9月，Anduril展示了其Lattice系统的应用，通过一次演习模拟了在新墨西哥州白沙导弹靶场击落俄罗斯巡航导弹的场景。这次演习是美国空军先进作战管理系统（ABMS）计划的一部分，旨在显著减少从数据采集到响应行动之间的时间延迟。在演练过程中，Lattice系统通过整合来自空军的传感器和导弹探测塔的数据，成功追踪了潜在的导弹威胁，并及时发出了警报。演习中，操作员通过Oculus虚拟现实头盔查看实时地图，并能够标记敌方导弹，激活系统以提供适当的应对措施。 
军事客户可以使用笔记本电脑或手机访问该系统。

### Sentry Tower（哨兵塔）
Sentry Tower是一款高33英尺（约10米）的太阳能便携式监视塔，配备了摄像头、通信天线、雷达和热成像仪。该系统能够自主运行，并将收集到的数据传输到Lattice系统中进行处理。Sentry Tower设计为易于拆卸和组装，拆卸后可以放入一辆皮卡车，重新组装的时间不到一小时。美国海关和边境保护局表示，海关人员能够在不到两小时的时间内部署一个独立系统。Sentry Tower和配套的Lattice系统被视为“虚拟边界墙”，它们为固定的边界墙提供了一种更具可持续性和成本效益的替代方案，亦被称为“智能墙”。 
自20世纪90年代以来，美国政府一直在寻求采用数字化边境安全技术。1997年至2005年间，政府投入了4.29亿美元，尝试两个未能成功的开发项目。2000年代中期，国土安全部启动了SBinet计划，旨在建设边境墙。波音公司在2006年9月赢得了该项目的合同，合同金额预计达到76亿美元。系统最初在亚利桑那州边境进行试点，但随后计划被停止扩展。由于超预算、错过截止日期以及其他问题，计划在耗费超过10亿美元后，于2011年被取消。
Anduril向其初期投资者展示的其中一项技术是“杆上周边安全”方案。斯蒂芬斯看好该技术在前线军事基地的潜力，而拉奇则认为它能够应用于边境安全。2017年6月，Anduril的高管们联系了加州国土安全部门，并与边境巡逻人员建立了联系。随后，Anduril迅速开发出了该技术的初步原型。辛普夫（Schimpf）和团队成员将原型带到试验场，并利用开源机器学习数据集进行训练，使系统能够区分人类和其他物体。 

### Sentry（自动消防车）
Sentry最初的设计是作为一款自主消防车，旨在将装甲运兵车转型为灭火用的水车。该项目由特效专家、前《流言终结者》节目主持人杰米·海纳曼在加利福尼亚州奥克兰进行开发，并将部分工作外包给Anduril公司。 

## 军事项目

### Fury（隐身军用无人机）
Fury是一款隐身的远程亚音速军用无人机，机身长度为17英尺（约5.2米），翼展设计旨在支持监视和作战任务。最初由Blue Force Technologies开发，并与通用原子公司合作，Fury成为2024年4月美国空军协同战斗机计划首批订单竞争中的候选者。 

### Roadrunner（三角翼飞机）
Roadrunner是一款长6英尺（1.8米）的双涡轮喷气三角翼飞机，具有高亚音速飞行和优异的机动性。它介于自主无人机和可重复使用导弹之间，基础版可搭载侦察传感器，Roadrunner-M版则配备爆炸弹头，能拦截无人机、巡航导弹和载人飞机。两种型号都能从专用容器垂直起降，未爆炸的弹药可回收。虽然具体规格未公开，但与同类设备相比，其机动性和航程有显著优势。     
Anduril于2023年12月发布了Roadrunner，称其历经两年研发，目前正筹备小规模量产，以满足美国客户“数百台”的订单需求。单台设备成本约数十万美元，未来随着产量增加预计会进一步降低。产品名称取材于RTX 公司的Coyote Block 2，以及卡通角色Wile E. Coyote和Road Runner。    

### Maven 项目
Maven项目是 2018 年启动的一项计划，旨在将人工智能应用于军事用途。 

### Ghost Shark（自主潜艇）
Ghost Shark是由Anduril研发的一款自主潜艇。2022年5月，Anduril与澳大利亚皇家海军及国防科学技术集团签署合同，计划在三年内交付三艘原型艇。 
该设计预计将在2025年中期完成制造。截至2024年4月，原型测试已进入进行阶段，Anduril 官员表示，这款潜艇已经在海上完成了长时间的测试。尽管具体技术细节尚未公开，但该项目强调快速开发和高扩展性，为未来的大规模生产铺平道路。 

### Bolt/Bolt-M（轻便多用途自主无人机）
Bolt是一款重12磅（5.4公斤）的无人机，提供军用和民用两种配置，其中“M”版本专为弹药任务设计。该无人机依托Lattice AI网络运行，可轻松放入背包并在五分钟内完成部署。配备可更换电池以延长续航，其主要用途包括情报、监视和侦察（ISR）以及搜索和救援（SAR）。Bolt支持遥控和自主飞行模式，飞行时间为45分钟，最大航程12.4英里（20公里）。操作员可以预设目标和攻击角度，之后无人机能够自主执行任务，无需进一步干预。 
Bolt-M 是可携带弹药的无人机，有效载荷为3磅（1.4），飞行时间40分钟。 

## 公司事务

### 发展理念
拉奇旨在将高科技初创企业的敏捷性引入传统上发展缓慢的国防行业。Anduril的目标是协助美国及其盟友实现军事现代化，应对如俄罗斯和中国等“战略对手”。 
据《连线》报道，Anduril采用硅谷式的开发方案，在五角大楼表达购买请求之前，先为潜在军事市场开发产品。 该公司尝试利用AI、VR等商业技术实现更快的迭代。 

### 军事关系
Anduril董事长史蒂文斯（Stevens）表示，公司对与军方的合作及武器研发直言不讳，不像一些试图掩盖军方关系的科技企业。公司明确其使命，工程师们也坦然支持美国军队。 
泰尔（Thiel）主张科技公司应与美国政府合作，而非帮助其竞争对手，强调美国在技术部署上已落后。拉奇则表示，他相信美国政府和军队会恪守道德标准。  

### 资金
Anduril与其他国防公司不同，获得了超过20亿美元的风险投资。 该公司还与美国和英国多个政府机构签订了合同，总额达数亿美元。 

### 政治立场
安杜里尔帮助美国众议院议员威尔·赫德在2017年众议院会议上提出“利用所有资源和技术保障边境安全法案”提供数据/分析，该法案旨在资助监控美墨边境的监控设备研发。 

### 位置
Anduril总部位于加利福尼亚州科斯塔梅萨，并在波士顿、亚特兰大、西雅图、华盛顿特区、伦敦和悉尼设有分支。该公司选择在尔湾设立总部，因其接近军事基地，并远离硅谷，后者通常对为军方提供服务持保守态度。根据首席运营官格林 (Grimm) 的说法，Anduril的工作要求团队面对面合作，同时需要使用工业设备制造产品，并遵守机密合同的保密要求，此外还需为潜在客户提供现场演示。 

### 就业
截至2019年6月，Anduril员工数量约为90人。到2021年2月，该公司总部及分支机构员工总数增至约400人。2024年9月，公司员工已达3500人。

## 批评与争议
Anduril因其自主武器技术备受争议，被称为“科技界最具争议的初创公司”。尽管如此，该公司仍成功吸引了大量政府和军方订单。 
美国海关和边境保护局使用Anduril哨兵塔（sentry towers）的举措引发了美国公民自由联盟及其他人权和移民活动人士的批评。他们认为，这种技术可能迫使移民选择更危险的路线，并加剧边境地区的监控常态化问题。 